# 二階堂行貞
二階堂 行貞（にかいどう ゆきさだ）
1. 鎌倉時代後期の武士・政所執事。二階堂行宗の子。本項以下にて詳述。
2. 室町時代前期の武士（生年不明 - 応永18年（1411年））。二階堂直行の子。

二階堂 行貞（にかいどう ゆきさだ）は、鎌倉時代後期の武士。鎌倉幕府政所執事。

## 生涯
文永6年（1269年）、二階堂行宗の子として誕生。
北条氏得宗家当主・9代執権・北条貞時より偏諱を受けて行貞と名乗ったものとされる。行貞の父・二階堂行宗は引付衆まで進んだが、その父・行忠に先立って弘安9年（1286年）に没しており、正応3年（1290年）の行忠の没後は孫の行貞が22歳で政所執事に就任した。その人事は単に家を継いだだけに等しかったが、その頃は弘安8年（1285年）の霜月騒動によって得宗家被官・内管領の平頼綱が実権を握っていた時期にあたる。
それから3年後の正応6年（1293年）に北条貞時が平頼綱を討ち（平禅門の乱）、頼綱時代の人事を否定し、霜月騒動以前の父・北条時宗の時代への回帰を計る。その煽りを食らったのか、行貞は同年10月に政所執事の職を罷免される。そしてこれまでは政所執事を輩出しなかった隠岐流から二階堂行藤（出羽備中家）が10月19日に政所執事となる。その後、二階堂行藤が乾元元年（1302年）8月に没すると、3ヶ月の空白期間をおいて行貞が再任されるが、この空白の3ヶ月は得宗・北条貞時の元での人事の迷走及び信濃流の行貞と隠岐流の貞藤の対立の激しさを物語っている。尚、この前年の正安3年（1301年）に行貞は出家している（法名は行暁）。
そして行貞が『吾妻鏡』の編纂者の一人と目されているのだが、行貞の祖父である行忠の誕生を『吾妻鏡』に書き込んだのが行貞だとするならば、それは単なる自分の先祖の顕彰を越えて、二階堂行藤とその子・時藤の隠岐流に対して、二階堂行光、行盛から行忠、そして自分へと繋がる政所執事の家系としての正当性を主張するものとして十分な動機が推測される。
嘉暦4年（1329年）2月2日、61歳で没するまで政所執事を務め、没後その職は嫡子・貞衡が継いだ。
尚、もう一人の息子・行広の子が鎌倉時代後期に登場する二階堂行光であり、その子孫は六郷氏を称した。